# Museu Nacional d'Història i d'Art de Luxemburg
El Museu Nacional d'Història i d'Art del Gran Ducat de Luxemburg Nationalmusée fir Geschicht a Konscht, (en luxembuguès) oficialment: Musée national d'histoire et d'art (MNHA)) està situat al sud de la ciutat de Luxemburg, dins del centre històric de la ciutat, amb un edifici modern al barri de la Ville Haute. En aquest museu s'exhibeixen peces arqueològiques, artefactes domèstics, eines de treball i de defensa de les cultures celta, germànica i romana que es van assentar a la regió, així com nombroses obres d'art de diverses èpoques del Nord d'Europa.

## Història
La primera vegada que es va intentar crear el museu va ser enmig de la guerra de la Revolució durant l'ocupació francesa, quan Luxemburg va ser annexat al departament de Forêts. Tanmateix, el museu mai no va ser obert al públic, malgrat l'expropiació d'un gran nombre obres de l'església. Amb la consolidació de la independència de Luxemburg, sota el primer tractat de Londres de 1839, va sorgir en]la població de Luxemburg un major interès per promoure la història del seu país.
El 1845, els historiadors i els arqueòlegs van formar la Societat per a l'estudi i la preservació de monuments històrics al Gran Ducat de Luxemburg (en francès: Société pour la recherche et la conservation des monuments historiques dans le Grand-Duché de Luxembourg), coneguda regularment com la «Societat arqueològica». Aquesta societat va assumir el control i la responsabilitat de mantenir una col·lecció d'antiguitats històriques de la ciutat de Luxemburg.
El 1868, la societat va rebre un reconeixement de l'Institut royal del grand-ducal), i entre altres coses va assumir la responsabilitat del manteniment i la recerca de col·leccions arqueològiques.